# Substancja (film)
Substancja (ang. The Substance) – amerykańsko-brytyjsko-francuski film grozy z 2024 roku w reżyserii Coralie Fargeat. 

## Fabuła
Elisabeth Sparkle (Demi Moore) to starzejąca się gwiazda Hollywood, która prowadzi popularny program telewizyjny o tematyce fitnessu. W swoje 50. urodziny zostaje zwolniona przez chciwego producenta Harveya (Dennis Quaid), który zamierza na jej miejsce zatrudnić młodszą prowadzącą. Zdesperowana Elisabeth otrzymuje od tajemniczej firmy ofertę skorzystania z niezwykłego leku, który pozwala człowiekowi na stworzenie młodszej, bardziej atrakcyjnej wersji siebie. Aktorka postanawia przyjąć specyfik, powołując do życia swojego młodszego sobowtóra, Sue (Margaret Qualley). Nowa istota zajmuje miejsce swojej odpowiedniczki jako gwiazda programu, jednak z czasem jej rosnące nieposłuszeństwo powoduje konflikt między obiema osobowościami bohaterki, a co gorsza, zaczynają się pojawiać skutki uboczne stosowania specyfiku.

## Obsada
- Demi Moore – Elisabeth Sparkle
- Margaret Qualley – Sue
- Dennis Quaid – Harvey
- Gore Abrams – Oliver
- Hugo Diego Garcia – Diego
- Phillip Schurer – Mr. Scream
- Joseph Balderrama – Craig Silver

## Produkcja
Zdjęcia kręcono we Francji, w Paryżu i na Lazurowym Wybrzeżu, które udawało w filmie Los Angeles.

## Odbiór
Film spotkał się z pozytywnym odbiorem ze strony krytyków. 91% recenzji zagregowanych przez serwis Rotten Tomatoes zostało uznanych za pozytywne. Ten sam portal podaje, że 72% widzów oceniło film przychylnie.

### Wyniki finansowe
Przy budżecie szacowanym na 17,5 mln dolarów, film zarobił około 24,8 mln na całym świecie. Stał się największym sukcesem finansowym w historii dystrybutora Mubi.